# Glória do Goitá
Glória do Goitá là một đô thị thuộc bang Pernambuco, Brasil. Đô thị này có diện tích 231 km², dân số năm 2007 là 28667 người, mật độ 124,1 người/km².